# Macfal·lita
La macfal·lita és un mineral de la classe dels silicats. Rep el nom en honor de Russell Patterson MacFall (1 de setembre de 1903 – 6 de setembre de 1983) editor del diari Chicago Tribune. Va ser un mineralogista aficionat interessat en la mineralogia sistemàtica, autor de sis llibres sobre mineralogia popular, paleontologia i geologia. També va ser un especialista en els minerals de la regió on es va descobrir per primera vegada la macfal·lita.

## Característiques
La macfal·lita és un silicat de fórmula química Ca₂Mn3+₃(SiO₄)(Si₂O₇)(OH)₃. Va ser aprovada com a espècie vàlida per l'Associació Mineralògica Internacional l'any 1974. Cristal·litza en el sistema monoclínic. La seva duresa a l'escala de Mohs és 5.
Segons la classificació de Nickel-Strunz, la macfal·lita pertany a «09.B - Estructures de sorosilicats amb grups barrejats de SiO₄ i Si₂O₇; cations en coordinació octaèdrica [6] i major coordinació» juntament amb els següents minerals: al·lanita-(Ce), al·lanita-(La), al·lanita-(Y), clinozoisita, dissakisita-(Ce), dol·laseïta-(Ce), epidota, hancockita, khristovita-(Ce), mukhinita, piemontita, piemontita-(Sr), manganiandrosita-(La), tawmawita, tweddillita, ferrial·lanita-(Ce), niigataïta, manganiandrosita-(Ce), dissakisita-(La), vanadoandrosita-(Ce), uedaïta-(Ce), epidota-(Sr), al·lanita-(Nd), ferrial·lanita-(La), åskagenita-(Nd), zoisita, sursassita, julgoldita-(Fe2+), okhotskita, pumpel·lyïta-(Fe2+), pumpel·lyïta-(Fe3+), pumpel·lyïta-(Mg), pumpel·lyïta-(Mn2+), shuiskita, julgoldita-(Fe3+), pumpel·lyïta-(Al), poppiïta, julgoldita-(Mg), ganomalita, rustumita, vesuvianita, wiluïta, manganovesuvianita, fluorvesuvianita, vyuntspakhkita-(Y), del·laïta, gatelita-(Ce) i västmanlandita-(Ce).

## Formació i jaciments
Va ser descoberta a la mina de manganès de Copper Harbor, al comtat de Keweenaw (Michigan, Estats Units). També ha estat descrita a la mina Franklin, a Franklin (Nova Jersey, EUA), a Brestovačka Banja (Districte de Zaječar, Sèrbia), a la mina Wakasa (Hokkaidō, Japó), i a dos indrets d'Itàlia: la mina Cerchiara (Ligúria), i la mina Prabornaz (Vall d'Aosta). Aquests indrets són els únics de tot el planeta on ha estat descrita aquesta espècie mineral.